# Vitta virginea
Vitta virginea (nomeada, em inglês, virgin nerite e, em português, aruá-do-mangue; com a denominação aruá pertencente a um molusco dulciaquícola da família Ampullariidae; até a segunda década do século XXI, cientificamente denominada Neritina virginea) é uma espécie de molusco gastrópode marinho litorâneo pertencente à família Neritidae. Foi classificada por Carolus Linnaeus, com o nome Nerita virginea (no gênero Nerita), em 1758, na obra Systema Naturae. É nativa da costa oeste do oceano Atlântico. Está listada como espécie pouco preocupante (LC) no Livro Vermelho da Fauna Brasileira Ameaçada de Extinção, publicado pelo Instituto Chico Mendes de Conservação da Biodiversidade (ICMBio).

## Descrição da concha e hábitos
Conchas sem umbílico ou madrepérola, subglobosas e pequenas, de até pouco mais de 2 centímetros, quando desenvolvidas (até 2.5 cm); com forma de turbante e com poucas voltas completas até a sua última volta; de superfície polida e brilhantemente colorida com padrões variáveis em cinza, negro, castanho, amarelo e vermelho com branco, que lhes rendeu uma série de sinônimos. Columela branco-amarelada, lisa e levemente serrilhada. Lábio externo circular e fino, dando à abertura um formato semicircular. Interior branco. Opérculo de substância calcária, com uma projeção que se insere nos músculos do animal.
É encontrada em águas rasas da zona entremarés, até os 2 metros de profundidade, com abundância em habitats de água salobra e enlameada dos estuários e manguezais, fixando-se às raízes das plantas e se alimentando de algas. Pode viver em praias rochosas mais abrigadas. Podem conter crustáceos Paguroidea em seu interior, quando suas conchas ficam vazias.

## Distribuição geográfica e uso
Vitta virginea ocorre da Carolina do Norte e leste da Flórida, nos Estados Unidos, e das Bermudas ao golfo do México e mar do Caribe, até a região sul do Brasil, em Santa Catarina. Suas conchas podem ser encontradas nos sambaquis brasileiros, em sua região de ocorrência; sendo também muito utilizadas para o artesanato de miçangas.